# William A. Nitze
William Albert Nitze (* 20. März 1876 in Baltimore; † 5. Juli 1957 in  Chicago) war ein amerikanischer Romanist und Philologe.

## Leben
Nitze studierte ab 1891 an der Johns-Hopkins-Universität in Baltimore Französische, Italienische und Deutsche Philologie ("Modern Languages"); 1895–1897 folgen Sprach- und Forschungsaufenthalte in Paris, London, Brüssel und Oxford. 1897 war er Fellow für Romanistik, 1899 promovierte er mit einer Arbeit über die Quellen des altfranzösischen Gralromans Perlesvaus um 1200. Ab 1899 wirkte er als Dozent (Lecturer) für Romanistik an der Columbia-Universität in New York. 1903 wurde Nitze Professor für Romanistik in Amherst, ab 1908 in Berkeley, und von 1909 bis 1941 an der Universität von Chicago.
1928 wurde er in die American Academy of Arts and Sciences und 1936 in die American Philosophical Society aufgenommen.
Verheiratet war Nitze mit Anna Sophia Hilken Nitze, 1902 wurde die Tochter Elizabeth geboren (verheiratete E. H. Paepcke, † 1994).

## Wirken
Nitze beeindruckte vor allem durch seine Quellenstudien zu den altfranzösischen Gralromanen; seine Edition des ersten französischen Prosaromans Perlesvaus ist bis heute mustergültig. An neueren französischen Autoren beschäftigte er sich mit Molière, den er als Verkünder einer von Montaigne beeinflussten Moral des "bon sens" und des "juste milieu" interpretierte. In Chicago wirkte er zusammen mit Thomas Atkinson Jenkins am "Arthurian Romances Project" (u. a. Perlesvaus-Edition) und wirkte bei der Einrichtung der "Maison Française at the University of Chicago" mit. Sein Nachlass wird im Department of Special Collections der University of Chicago Library aufbewahrt.

## Festschrift und Personalbibliographie
- "Bibliography of the writings of William A. Nitze", compildes by Hugh M. Davidson, in: Modern Philology 38 (1941), S. 365–370[6]
- "Studies in honor of William Albert Nitze", ed. by Clarence Edward Parmenter and Hugh McCullough Davidson, Chicago 1941[7]

## Werke
- "The old french Grail Romance 'Perlesvaus'". A Study on Its Sources, pres. to the Board of University Studies of the Johns Hopkins University for the Degree of Doctor of Philosophy, Baltimore 1899.
- "Glastonbury and the Holy Grail", Modern Philology 1/2 (1903), S. 247–257.
- "A new Source of the Yvain", in: Modern Philology 3 (1906).
- "The Fountain Defended", in: Modern Philology 7 (1910).
- "The sister's son and the Conte del Graal", Chicago 1912.
- "A Handbook of French Phonetics", zusammen mit Ernest Hatch Wilkins, (1918).
- "A history of French literature". From the earliest times to the great war, New York 1922.
- "Robert de Boron, Le roman de l'estoire dou Graal", edité par William A. Nitze, Paris 1927.
- "Molière et le movement libertin de la Renaissance", 1927.
- "Moliere, Les Precieuses Ridicules, Le Tartuffe, Le Misanthrope, edited by William A. Nitze, New York 1929.
- "Le haut livre du Graal". Perlesvaus, edited by William A. Nitze and Thomas A. Jenkins, Chicago; 1. Text variants, and glossary, 1932; 2. Commentary and notes 1937.
- "Arthurian Romance and Modern Poetry and Music", Chicago 1941.
- "Yvain and the Myth of the Fountain", in: Speculum 30 (1955) 170–179.